# Ooencyrtus
Ooencyrtus (лат.) — род паразитических наездников семейства энциртиды (Encyrtidae) подотряда стебельчатобрюхие отряда перепончатокрылые насекомые.

## Распространение
Всесветное.

## Описание
Длина тела около 1 мм. Лапки 5-члениковые. Жгутик усиков 6-члениковый. Паразиты яиц бабочек, клопов и сетчатокрылых.

## Систематика
Род относится к трибе Microteryini из подсемейства Encyrtinae и включает более 100 видов.
- Ooencyrtus acamas Noyes, 2010
- Ooencyrtus acastus — Приморский край (Россия)
- Ooencyrtus acca Huang & Noyes, 1994
- Ooencyrtus acestes Trjapitzin, 1967
- Ooencyrtus charas Noyes, 2010 — Коста-Рика[2]
- Ooencyrtus charisma Noyes, 2010
- Ooencyrtus johnsoni (Howard, 1898)
- Ooencyrtus kerriae Hayat, 2003
- Ooencyrtus krasilnikovae (Myartseva, 1979) — Армения, Туркмения[3]
  - = Echthrodryinus krasilnikovae  Myartseva, 1979
- Ooencyrtus kuvanae (Howard, 1910) — Голарктика
- Ooencyrtus shakespearei (Girault, 1923) — Австралия
  - = Coccidoxenus shakespearei Girault, 1923
- Другие виды

## Синонимы
Список синонимов включает следующие названия:
- Echthrodryinus Perkins, 1906
- Ectopiognatha Perkins, 1906
- Fulgoridicida Perkins, 1906
- Ooencyrtus Ashmead, 1900
- Ooencyrtus (Encyrtus) Latreille, 1809
- Ooencyrtus (Ooencyrtellus) Hoffer, 1963
- Ooencyrtus (Schedius) Howard, 1910
- Pseudolitomastix Risbec, 1954
- Schedius Howard, 1910
- Simmondsiella  Noyes, 1980
- Tetracnemella  Girault, 1915
- Xesmatia  Timberlake, 1920